# Fondo
Fondo (Nones: Fón; deutsch: Pfund) ist eine Fraktion und Gemeindesitz der italienischen Gemeinde (comune) Borgo d’Anaunia in der Provinz Trient, Region Trentino-Südtirol.

## Geografie
Der Ort liegt etwa 41 Kilometer nördlich von Trient im oberen Nonstal (italienisch Val di Non). Nördlich von Fondo ist ein Teil des Tales deutschsprachig (Deutschnonsberg) und gehört zu Südtirol (Autonome Provinz Bozen). Zwischen Fondo und dem westlich gelegenen Castelfondo befindet sich das Tal des von Unsere Liebe Frau im Walde und St. Felix her kommenden Rio Novella, der am Gampenpass (1518 m s.l.m.) entspringt. Durch den Ort fließt die Roggia di Fondo.
Touristisch ist die Umgebung von Fondo ein Ausgangspunkt für Bergtouren auf den Mendelkamm (Gantkofel 1866 m s.l.m., Penegal 1743 m s.l.m.) und in die Brentagruppe, aber auch ins westlicher gelegene Ortlermassiv.

## Geschichte
Funde belegen eine Besiedlung des Gebietes in vorrömischer und römischer Zeit. Am 22. Januar 1188 erhielt der Notar Albertus von Bischof Albert von Trient die Erlaubnis zum Bau einer Festung, die nach der darin existierenden Kapelle Santa Lucia genannt wurde. 1271 übergab Bischof Egno das Lehen dem Grafen Mainrad. 1307 besaß die Familie Sabbadinelli in der Umgebung umfangreiche Liegenschaften, sowie die Segadori, später auch die Familien Morandi und Bertoldi. Am 11. April 1307 erklärte Odoricus, Sohn Morands von Fondo, mit Erlaubnis des Hochstiftes Trient, in der Pfarre Fondo ein Schloss zu errichten, mit einer Unterkunft für den jeweiligen Bischof. Möglicherweise war er Angehöriger der später am oberen Nonsberg häufig anzutreffenden Familie Morandi, die als "Nobili rurali" auch landesfürstliche Lehen besaßen. In Fondo führten sie den Zunamen "ab Ecclesia Della Chiesa". Anfang des 16. Jahrhunderts ließ sich in Fondo ein Zweig der Adelsfamilie Inama nachweisen, die möglicherweise als Notare tätig waren. Am 25. Juni 1530 erhob Bischof Bernhard von Cles die Brüder Nikolaus und Thomas Inama aus Fondo in den Adelsstand.
Fondo war bis 2019 eine eigenständige Gemeinde und schloss sich am 1. Januar 2020 mit den Nachbargemeinden Castelfondo und Malosco zur neuen Gemeinde Borgo d’Anaunia zusammen.

## Verkehr
Mit Südtirol ist Fondo durch die Strada Statale 238 delle Palade verbunden, die über den Gampenpass nach Meran führt. Bis 1934 war der Ort durch die Lokalbahn Dermulo–Mendel sowohl mit der Mendelbahn als auch mit Trient über die Nonstalbahn erschlossen.

## Sehenswürdigkeiten

### Kirchen
- San Martino, Pfarrkirche im oberen Teil des Ortszentrums, neuerbaut zwischen 1854 und 1858 mit freistehendem Turm aus dem Jahr 1447.
- San Rocco, stammt aus der Mitte des 17. Jh. als Votivkirche gegen die Pest.
- Santa Lucia, kleine Kirche auf einem Hügel außerhalb des Dorfes, stammt aus dem 14. Jh. und besitzt bedeutende Fresken.
- Sant’Antonio Abate, zu Beginn des 20. Jh. mit Spenden von Amerika-Auswanderern erbaut.

### Andere Sehenswürdigkeiten
- Astronomische Wasseruhr, auf der zentralen Piazza San Giovanni.
- Canyon Rio Sass, eine tief in den Fels eingeschnittene 300 m lange und bis zu 60 m tiefe Klamm, welche den Ort durchquert und besichtigt werden kann.
- Lago Smeraldo, ein kleiner Stausee oberhalb des Ortes aus welchem das Wasser stammt, das durch den Canyon fließt.
- Fresken auf historischen Gebäuden, auf mehreren historischen Gebäuden im Ortszentrum befinden sich wertvolle Fresken aus der Zeit zwischen dem Ende des 14. Jh. und der Mitte des 16. Jh. Einige davon entstanden in Zusammenhang mit dem Jakobskult von Santiago de Compostela.

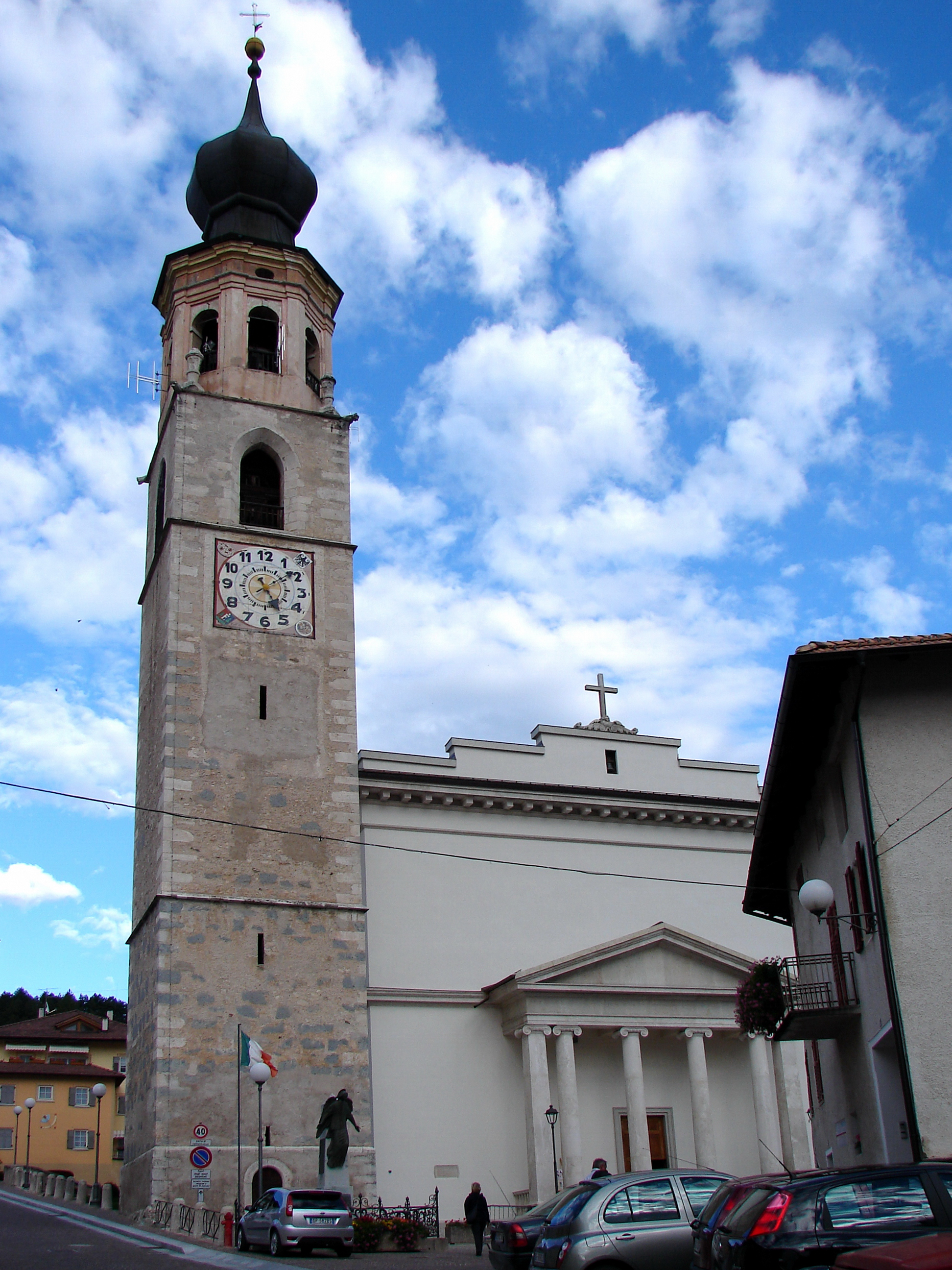
Kirche San Martino
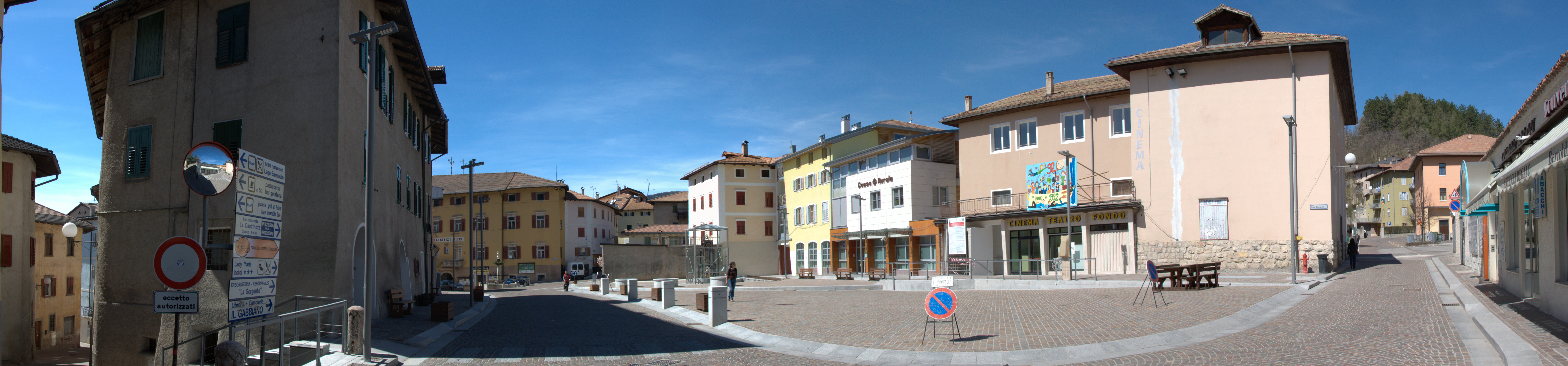
Piazza San Giovanni
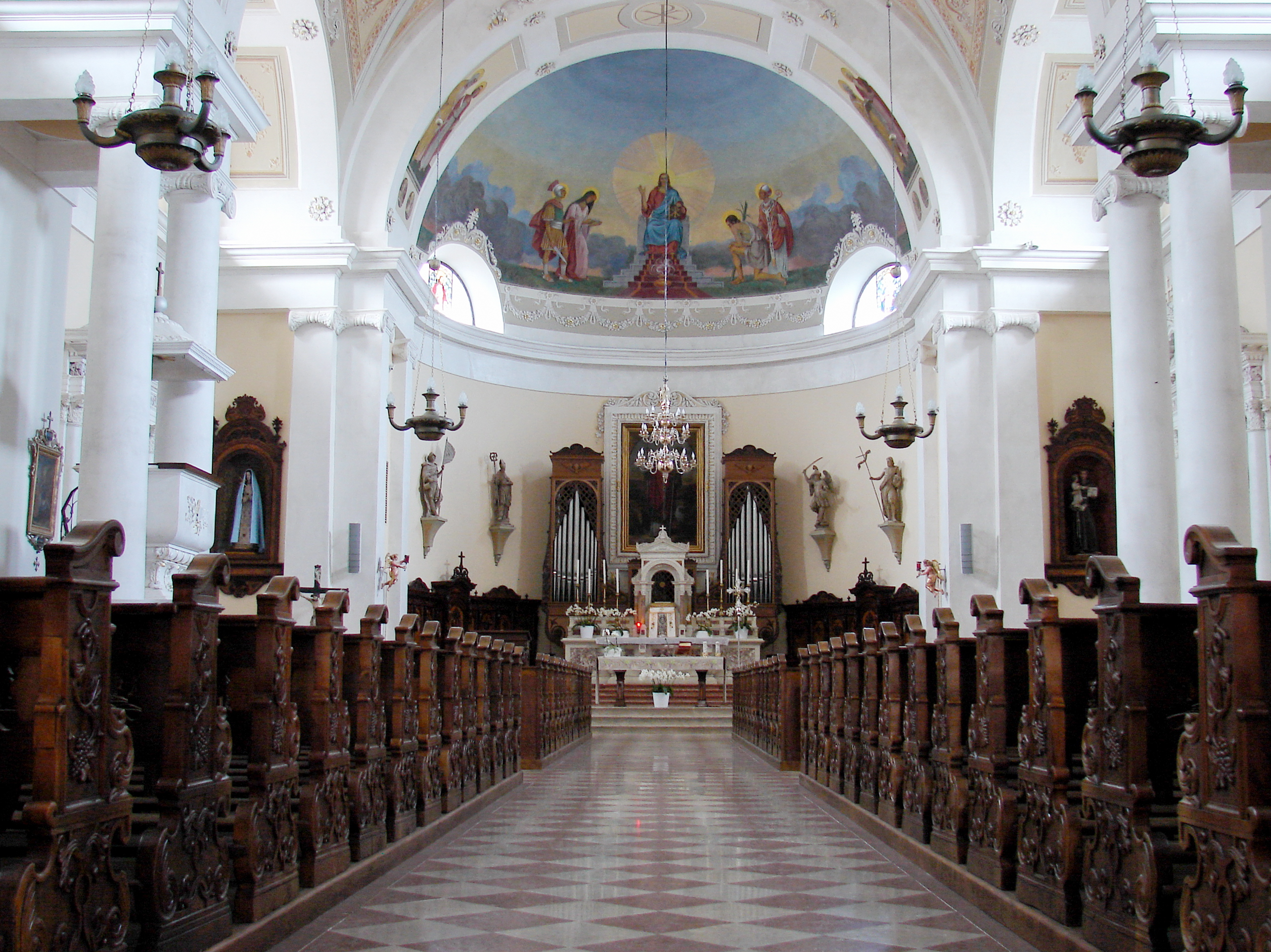
Kirche San Martino: Innenraum
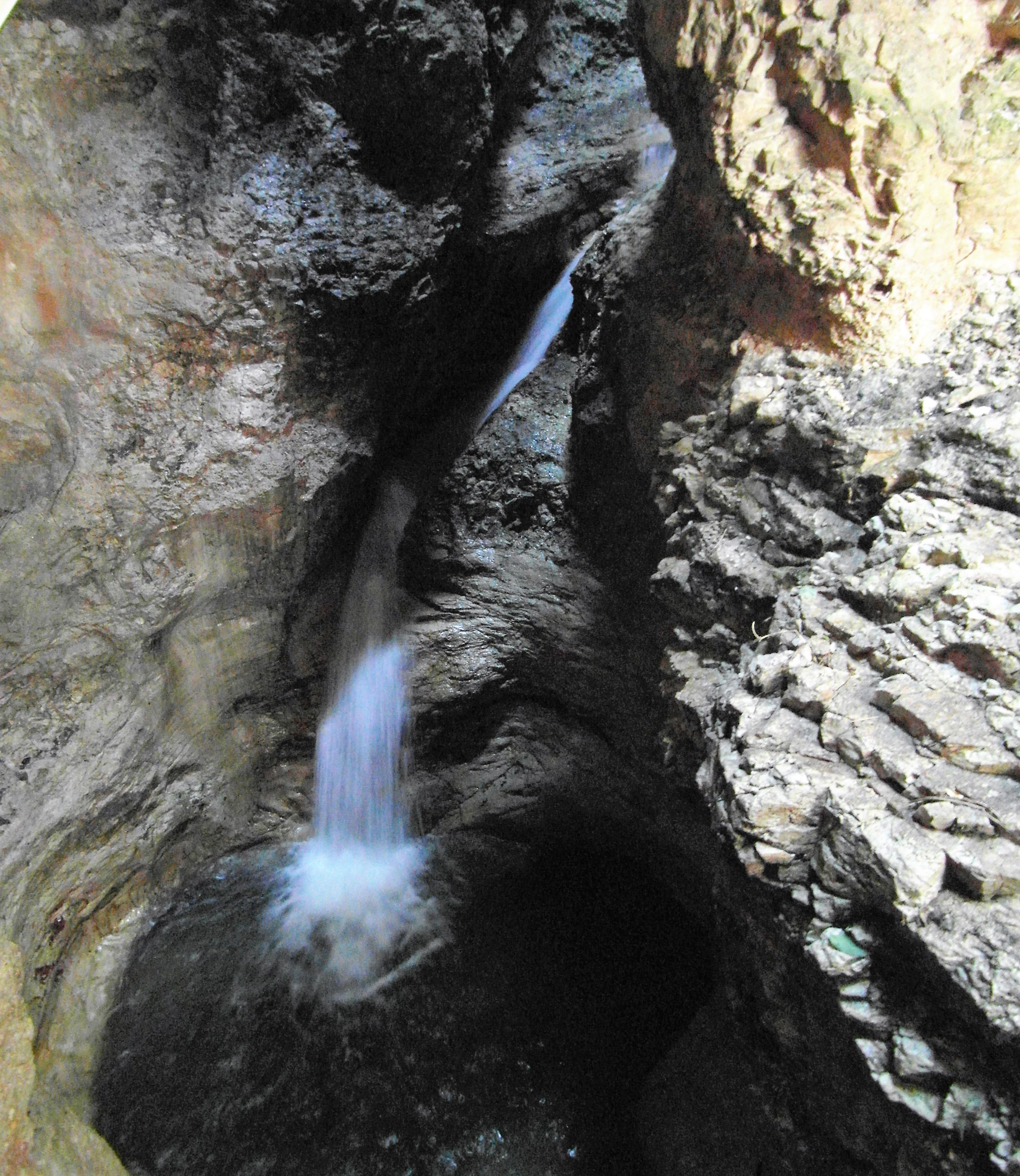
Einer der kleinen Wasserfälle im Canyon Rio Sass
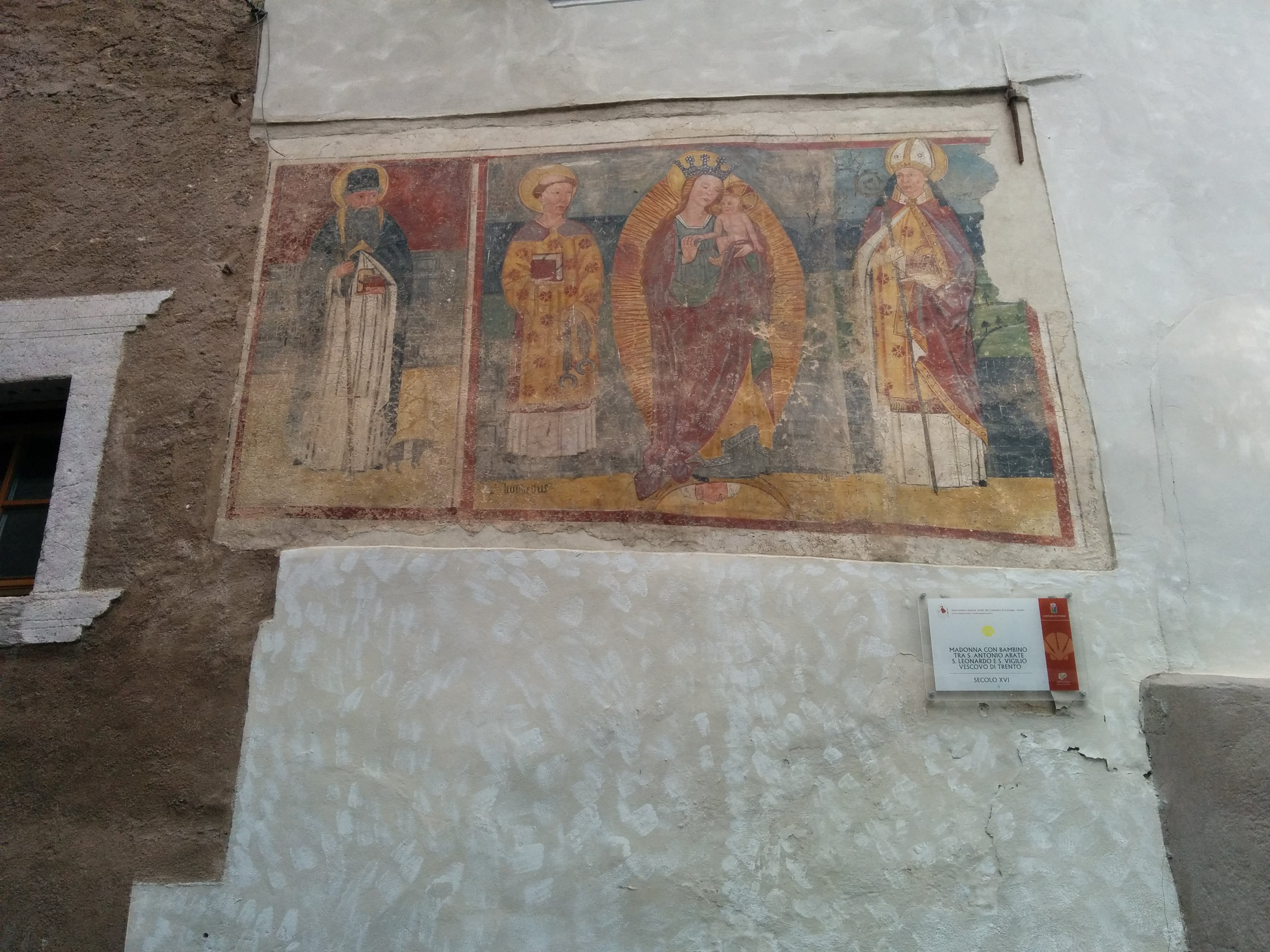
Fresko auf Gebäude in der piazza Dante

## Persönlichkeiten
- Vigilio Inama (1835–1912), klassischer Philologe und Historiker, Epigraphiker
- Fortunato Depero (1892–1960), Künstler des Futurismus
- Pia Laviosa Zambotti (1898–1965), Prähistorikerin